# Paracinipe exarata
Paracinipe exarata är en insektsart som först beskrevs av Bolívar, I. 1936.  Paracinipe exarata ingår i släktet Paracinipe och familjen Pamphagidae. Inga underarter finns listade i Catalogue of Life.